# Fjodor Tarasovič Gusev
Fjodor Tarasovič Gusev (rusky Фёдор Тарасович Гусев; 29. dubna 1905 – 9. března 1987) byl sovětský diplomat, velvyslanec.

## Život
Roku 1931 absolvoval Leningradský institut sovětské výstavby a práva a o šest let později také Institut diplomatických a konsulárních pracovníků Lidového komisariátu zahraničních věcí SSSR. Od roku 1935 pracoval na Lidovém komisariátu zahraničních věcí SSSR, byl vedoucím třetího západního (1938 až 1939) a druhého evropského oddělení (1941 až 1942) komisariátu. Poté až do roku 1943 působil jako první vyslanec Sovětského svazu v Kanadě a následně do roku 1946 jako velvyslanec ve Velké Británii.
V rámci své funkce se zúčastnil teheránské, jaltské i postupimské konference. V období let 1946 až 1952 byl náměstkem ministra zahraničních věcí Sovětského svazu a do roku 1950 současně i poslancem Nejvyššího sovětu Sovětského svazu. V letech 1956 až 1962 zastával post sovětského velvyslance ve Švédsku, poté pracoval v ústřední administrativě ministerstva zahraničních věcí. Roku 1975 odešel do důchodu.
Roku 1944 obdržel za své služby Řád Lenina.